# Granice (Mladenovac)
Granice (em cirílico:Границе) é uma vila da Sérvia localizada no município de Mladenovac, pertencente ao distrito de Belgrado, nas regiões de Šumadija e Kosmaj. Possuía uma população de 1460 habitantes segundo o censo de 2002.

## Demografia
| 1948 | 1953 | 1961 | 1971 | 1981  | 1991  | 2002  |
| ---- | ---- | ---- | ---- | ----- | ----- | ----- |
| 656  | 694  | 812  | 875  | 1 152 | 1 376 | 1 460 |